# 2015–2016-os Formula–E bajnokság
A 2015–2016-os Formula–E bajnokság volt az elektromos autók Formula–E bajnokságának második szezonja. 2015. október 17-én kezdődött Kínában, Peking városában és 2016 júniusában az Egyesült Királyságban, Londonban ért véget. A szezon 11 nagydíjból állt, amelyeken 10 csapat 20 autóval indult el. A szezonban már nem volt kötelező egyenhajtásláncot használni, a lehetőségre pedig számos új gyártó lecsapott, valamint a csapatok saját erőforrást fejleszthettek ki. Az Aguri volt az egyedüli alakulat, amely kitartott az előző szezonban használt, McLaren által gyártott hajtáslánc mellett.

## Csapatok
| Csapat                          | Gyártó               | Hajtáslánc              | #  | Versenyzők             | Nagydíjak |
| ------------------------------- | -------------------- | ----------------------- | -- | ---------------------- | --------- |
| NEXTEV TCR Formula E Team       | Spark-NEXTEV         | NEXTEV TCR FormulaE 001 | 1  | Nelson Piquet Jr.      | Összes    |
| NEXTEV TCR Formula E Team       | Spark-NEXTEV         | NEXTEV TCR FormulaE 001 | 88 | Oliver Turvey          | Összes    |
| DS Virgin Racing Formula E Team | Spark-Citroën        | Virgin DSV-01           | 2  | Sam Bird               | Összes    |
| DS Virgin Racing Formula E Team | Spark-Citroën        | Virgin DSV-01           | 25 | Jean-Éric Vergne       | Összes    |
| Dragon Racing                   | Spark-Venturi        | Venturi VM200-FE-01     | 6  | Loïc Duval             | Összes    |
| Dragon Racing                   | Spark-Venturi        | Venturi VM200-FE-01     | 7  | Jérôme d’Ambrosio      | Összes    |
| e.dams Renault                  | Spark-Renault        | Renault Z.E 15          | 8  | Nicolas Prost          | Összes    |
| e.dams Renault                  | Spark-Renault        | Renault Z.E 15          | 9  | Sébastien Buemi        | Összes    |
| Trulli Formula E Team           | Spark-Motomatica     | Motomatica JT-01        | 10 | Salvador Durán         | 1–2       |
| Trulli Formula E Team           | Spark-Motomatica     | Motomatica JT-01        | 10 | Jarno Trulli           | 2         |
| Trulli Formula E Team           | Spark-Motomatica     | Motomatica JT-01        | 18 | Vitantonio Liuzzi      | 1–2       |
| ABT Schaeffler Audi Sport       | Spark-Abt Sportsline | ABT Schaeffler FE01     | 11 | Lucas di Grassi        | Összes    |
| ABT Schaeffler Audi Sport       | Spark-Abt Sportsline | ABT Schaeffler FE01     | 66 | Daniel Abt             | Összes    |
| Venturi Formula E Team          | Spark-Venturi        | Venturi VM200-FE-01     | 12 | Jacques Villeneuve     | 1–3       |
| Venturi Formula E Team          | Spark-Venturi        | Venturi VM200-FE-01     | 12 | Mike Conway            | 4–10      |
| Venturi Formula E Team          | Spark-Venturi        | Venturi VM200-FE-01     | 30 | Stéphane Sarrazin      | Összes    |
| Mahindra Racing Formula E Team  | Spark-Mahindra       | Mahindra M2ELECTRO      | 21 | Bruno Senna            | Összes    |
| Mahindra Racing Formula E Team  | Spark-Mahindra       | Mahindra M2ELECTRO      | 23 | Nick Heidfeld          | 1–2, 4–10 |
| Mahindra Racing Formula E Team  | Spark-Mahindra       | Mahindra M2ELECTRO      | 23 | Oliver Rowland         | 3         |
| Amlin Andretti Formula E        | Spark-McLaren        | SRT01-e                 | 27 | Robin Frijns           | Összes    |
| Amlin Andretti Formula E        | Spark-McLaren        | SRT01-e                 | 28 | Simona de Silvestro    | Összes    |
| Team Aguri                      | Spark-McLaren        | SRT01-e                 | 55 | António Félix da Costa | 1–7, 9–10 |
| Team Aguri                      | Spark-McLaren        | SRT01-e                 | 55 | René Rast              | 8         |
| Team Aguri                      | Spark-McLaren        | SRT01-e                 | 77 | Nathanaël Berthon      | 1–3       |
| Team Aguri                      | Spark-McLaren        | SRT01-e                 | 77 | Salvador Durán         | 4–6       |
| Team Aguri                      | Spark-McLaren        | SRT01-e                 | 77 | Ma Csing-hua           | 7–10      |
| Forrás:                         |                      |                         |    |                        |           |

## Átigazolások

### Csapatváltások
- Nick Heidfeld; Venturi Formula E Team pilóta → Mahindra Racing Formula E Team pilóta
- Jean-Éric Vergne; Andretti Formula E Team pilóta → DS Virgin Racing Formula E Team pilóta[6]
- Salvador Durán; Amlin Aguri Formula E Team pilóta → Trulli Formula E Team pilóta[9] → Team Aguri pilóta[22]

### Újonc pilóták
- Jacques Villeneuve; Stock Car Brasil, Shell Racing pilóta → Venturi Formula E Team pilóta[13]
- Robin Frijns; Blancpain GT, Belgian Audi Club Team WRT pilóta → Amlin Andretti Formula E pilóta[17]
- Nathanaël Berthon; GP2, Daiko Team Lazarus pilóta → Team Aguri pilóta[21]
- Oliver Rowland; WSR, Fortec Motorsports pilóta → Mahindra Racing Formula E Team pilóta (Nick Heidfeldet helyettesíti, akinek műtét miatt kellett kihagynia a 3. versenyt.)
- Mike Conway; WEC, Toyota Racing pilóta → Venturi Grand Prix pilóta[14]
- Ma Csing-hua; WTCC, Citroën Total WTCC pilóta → Team Aguri pilóta[23]
- René Rast; WEC, G-Drive Racing pilóta → Team Aguri pilóta (António Félix da Costát helyettesíte)[24]

### Visszatérő pilóták
- António Félix da Costa; DTM, BMW Team Schnitzer pilóta → Team Aguri pilóta

### Távozó pilóták
- Karun Chandhok; Mahindra Racing Formula E Team pilóta →[25]
- Jaime Alguersuari; Virgin Racing Formula E Team pilóta → visszavonult[26]
- Jarno Trulli; Trulli Formula E Team pilóta → Trulli Formula E Team, csapatfőnök[27]
- Jacques Villeneuve; Venturi Formula E Team pilóta →
- Nathanaël Berthon; Team Aguri pilóta →
- Salvador Durán; Team Aguri pilóta[22] →

## Versenynaptár
| #  | Ország             | Város          | Pálya                         | Dátum              | Kör |
| -- | ------------------ | -------------- | ----------------------------- | ------------------ | --- |
| 1  | Kína               | Peking         | Beijing Olympic Green Circuit | 2015. október 24.  |     |
| 2  | Malajzia           | Putrajaya      | Putrajaya Street Circuit      | 2015. november 7.  |     |
| 3  | Uruguay            | Punta del Este | Punta del Este Street Circuit | 2015. december 19. |     |
| 4  | Argentína          | Buenos Aires   | Puerto Madero Street Circuit  | 2016. február 6.   |     |
| 5  | Mexikó             | Mexikóváros    | Autódromo Hermanos Rodríguez  | 2016. március 12.  |     |
| 6  | Egyesült Államok   | Long Beach     | Long Beach Street Circuit     | 2016. április 3.   |     |
| 7  | Franciaország      | Párizs         | Paris Street Circuit          | 2016. április 23.  |     |
| 8  | Németország        | Berlin         | Berlin Street Circuit         | 2016. május 21.    |     |
| 9  | Egyesült Királyság | London         | Battersea Park Street Circuit | 2016. július 2.    |     |
| 10 | Egyesült Királyság | London         | Battersea Park Street Circuit | 2016. július 3.    |     |

## A szezon menete

### Peking nagydíj

Beijing Olympic Green Circuit

20 helyett csupán 18 induló vett részt a szombaton sorra kerülő nyitányon, miután Jarno Trulli csapatának felszerelése nem jutott át a számukra meghosszabbított határidő ellenére sem a vámvizsgálaton. Ez azt jelenti, hogy Vitantonio Liuzzi és Salvador Durán fölöslegesen utazott el Kínába. A pekingi szezonnyitó hétvégén a kvalifikáción Sébastien Buemi majdnem háromtizedes különbséggel szerezte meg a pole-pozíciót, Nicolas Prost lett a második, így az e.dams Renault képében a Formula–E rövid történetében először sajátította ki egy csapat az első rajtsort. A harmadik rajtkockát Nick Heidfeld szerezte meg, míg a bajnoki címvédő Nelson Piquet Jr. a legutolsó helyről várhatta a futam rajtját.
A hideg fékek miatti félelem ellenére simán eljött a mezőny az első kanyarokban. Buemi megtartotta a vezetést, Prost viszont nem rajtolt olyan jól, mint a harmadik helyről Nick Heidfeld, így a német feljött a második helyre. Az e.dams Renault franciája hamarosan egy még nagyobb elfékezést mutatott be, ennek köszönhetően pedig Lucas di Grassi is meg tudta őt előzni. A közvetlen élmezőny mögött Bruno Senna, a két DS Virgin és a két Dragon nagyszerű csatákat vívott, a küzdelmeknek azonban egy időre vége szakadt, amikor Simona de Silvestro egy megcsúszás után a falban landolt Andrettijével. A 14. helyről kiálló svájci versenyzőhölgy autójának eltakarítása idejére teljes pályás sárga zászló lépett érvénybe, ami újítás az idei évre, és tulajdonképpen az Formula–1-ben is használt virtuális biztonsági autó megfelelője.
Az újraindítás pillanatára is nagy különbségek alakultak ki, Buemi pedig ezt tovább növelve hamarosan már több másodperces előnyre tett szert üldözőivel szemben. Sam Bird megelőzte Duvalt, de pár kanyarral később blokkolt féktáv alatt, több helyet is veszített. Az erős kezdés után Sennát és Vergne-t egyre többen előzték meg. A két DS-autó elkezdett spórolni, a 13. körben folyamatosan estek hátra, egyre jobban merült az akkumulátor a kocsikban. A 15. körben ismét teljes pályás sárga volt érvényben, da Costa és Villeneuve ütközött, de a kanadai tovább tudott menni. A bokszkiállások után Buemi kényelmes előnyét semmi nem veszélyeztette, di Grassi azonban feljött a második helyre, akinek gyorsan nyomába sietett a Heidfelden hamar túljutó Prost. A 16. körben kiállt a címvédő, megadta magát a NEXTEV autója.
A 20. körben Prost egy szűk síkánban a falat lekoccolva letörte hátsó vezetőszárnyának egyik tartóelemét. A szárny összeroskadt állapotban az autón maradt és meglepetésre Prost így is képes volt di Grassi mögött maradni. A versenyirányítás azonban az autó veszélyessége miatt fekete-narancssárga zászlóval figyelmeztette őt, és bár a francia eleinte hajthatatlan volt, csapata felszólítására mégis kiállt a bokszba és feladta a versenyt, ezzel együtt pedig a dobogós helyet. Heidfeld mögött D’Ambrosio támadta Duvalt, kemény csata volt, majdnem ütköztek a csapattársak. Duval maradt a negyedik helyen, kiadták neki a parancsot, támadja Heidfeldet a harmadik helyért, még két kör volt hátra. Duval betette a gépet az utolsó körben, de vissza kellett vennie, mert elhagyta a pályát. A sorrend maradt Buemi, di Grassi és Heidfeld az első három helyen. Duval és D’Ambrosio a negyedik és az ötödik pozícióban értek célba. Buemi tökéletes hétvégével, pole-t és leggyorsabb kört szerezve megnyerte a szezonnyitót, negyedik győzelmét aratva ezzel a Formula–E-ben.
| Pozíció | #  | Pilóta          | Csapat          |
| ------- | -- | --------------- | --------------- |
| 1       | 9  | Sébastien Buemi | e.dams Renault  |
| 2       | 11 | Lucas di Grassi | Audi Sport Abt  |
| 3       | 23 | Nick Heidfeld   | Mahindra Racing |

### Putrajaya nagydíj

Circuito callejero de Putrajaya

November 6-án bejelentette a Trulli GP, hogy Salvador Duránnak szerződésszegés miatt távoznia kellett a csapattól. Mivel nem volt idő másik pilótát keresni, így Jarno Trulli visszatér a versenyzéshez. Mivel Pekingben nem álltak rajthoz, ez a csere nem számít bele az éves szinten engedélyezett kettőbe. A csapat újabb problémákkal küszködött, még a műszaki átvételre sem jutottak el az autók, így kénytelenek voltak ismét kihagyni a versenyhétvégét.
Malajziában, Putrajayában tartották a második fordulóját, ahol a hajnali időmérőn újra a svájci Sébastien Buemi szerzett pole-pozíciót két francia, Stéphane Sarrazin és Loïc Duval előtt. A rajtot nem sikerült elsőre lebonyolítani, mert Sarrazin felemelt kézzel jelezte, hogy gond van a Venturi autójával, le kellett tolni a rajtrácsról. Buemi jól rajtolt, az első kör végén egy másodperccel vezetett, Duval, da Costa és Prost alkotta a további sorrendet. Az első kanyarban többen ütköztek, Nick Heidfeld megforgott, míg Jean-Éric Vergne első kereke tört ki. Az ötös kanyarban Oliver Turvey eldobta az autót, egyedül volt, senkitől sem zavartatva kötött ki a falban és pályára jött a biztonsági autó.
A biztonsági autó távozása után Nicolas Prost vette át a harmadik pozíciót da Costától. Loïc Duvalt szintén pillanatok alatt utolérte, de előzést nem tudott végrehajtani. A FanBoostot Piquet és Heidfeld nyerte, Turvey már nem tudott mit kezdeni vele. Silvestro megelőzte a címvédő Piquet-t, átvette a 13. helyet a braziltól. Pár perccel később már Sarraziné volt a 13. hely. A 15. körben Sébastien Buemi lelassult, és a korábban még 2 másodperc előnnyel vezető svájcit számos ellenfele megelőzte. Csapattársa, Nicolas Prost vélhetően a biztonsági autóban bízva ugyanebben a körben cserélt autót, de Bueminek is sikerült bokszba vánszorognia, és második autójával visszatérnie a pályára. Két körrel később az élen álló Loïc Duval, da Costa és di Grassi is érkezett, a francia viszont csak a hármas utolsó tagjaként tért vissza. A 17.körben jöttek az autócserék, ami nem volt sima mindenkinek számára, például Abt csereautója nem indult be. Az élen Nicolas Prost haladt, de sokkal kevesebb energiája volt, mint a többieknek.
A 19. körben di Grassi megelőzte da Costát, feljött a második helyre. A 24. körben megelőzte Prost-ot, akinek spórolnia kellett az energiával, így a brazil versenyző megszerezte a vezetést. Da Costa sem várt sokat, egy körrel később ő is elment Prost mellett. A 26. körben újabb dráma történt, da Costa autója megállt, a 2-es kanyar kijárata után történt az incidens. A 28. körben Frijns belülről szúrt be Prostnak, megszerezte a negyedik helyet. Öt körrel a leintés előtt Prost a dobogóról is lecsúszott, Jérôme d’Ambrosio ugrotta át őt, akit pár kanyar múltán Robin Frijns követett az Andrettivel. Az utolsó négy körben, Duval autója lelassult, Sam Bird és Frijns egyszerre próbálta előzni, a holland azonban megkoccantotta a falat, majd Duval mögé szorult be. Végül Nicolas Prost és a második helyen haladó d’Ambrosio is a falban kötött ki, Buemi autója megállt, majd megint újraindult. A versenyt végül di Grassi nyerte Bird és Frijns előtt, mivel d’Ambrosio is odavágta az autót az utolsó körben, elbukta a dobogó alsó fokát.
| Pozíció | #  | Pilóta          | Csapat           |
| ------- | -- | --------------- | ---------------- |
| 1       | 11 | Lucas di Grassi | Audi Sport Abt   |
| 2       | 2  | Sam Bird        | DS Virgin Racing |
| 3       | 27 | Robin Frijns    | Amlin Andretti   |

### Punta del Este nagydíj

Punta del Este Street Circuit

2015. december 4-én bejelentették, hogy a WEC idényzáróját követően a Formula–E soron következő, uruguayi futamát is kénytelen lesz kihagyni Nick Heidfeld, miután meg kellett műteni a sérült kezét. Heidfeldet Uruguayban Oliver Rowland helyettesíti majd, aki idén a WSR bajnoki címét szerezte meg. A szezon harmadik, Uruguayban tartott fordulóján Jérôme d’Ambrosio indulhatott a pole-pozícióból, pályafutása során először a sorozatban. Jacques Villeneuve az időmérő során falnak ütközött, összetörte autójának felfüggesztését, emiatt nem tudott elrajtolni. D’Ambrosio megőrizte vezetését a start után, Sam Bird pedig Loïc Duvalt megelőzve feljött a második helyre. Az ötödik pozícióból induló Buemi gyorsan felzárkózott, a 7. körben már a második helyen állt, a következőben pedig megelőzte a d’Ambrosiót. Eközben Duval átvette a harmadik helyet a másodikról negyedikre gyorsan visszacsúszó Birdtől.
A 18. körben szinte a teljes élmezőny kiment autócserére, Sébastien Buemi megtartotta vezetését, Lucas di Grassi viszont negyedikről második helyre ugrott fel. A Sam Bird megállását követő teljes pályás sárga zászlónak is köszönhetően csökkent a Buemi és di Grassi közti különbség, a brazil azonban előzési távolságba már nem kerülhetett. A különbség végül ellentétes irányba kezdett változni, Buemit pedig ezúttal a maláj versennyel ellentétben nem hagyta cserben a technika, ő maga sem hibázott, ahogy a szabadedzésen és időmérőn, így megszerezte szezonja második győzelmét 3,5 másodperccel di Grassi előtt. Az utolsó körökben Jean-Éric Vergne a címvédő bajnokkal, Nelson Piquet-vel csatázott, a két ex-F1-es előbb összeért, majd Piquet elvesztette irányítását autója felett, és a falba csapódott a futam utolsó körében. Mivel Buemi a leggyorsabb kört is megfutotta, és megkapta az érte járó 2 pluszpontot, átvette a bajnokság vezetését az Abt Audi versenyzőjétől.
A pole-ból induló d’Ambrosio dobogós pozícióban futott be csapattársa, Loïc Duval, valamint Nicolas Prost és António Félix da Costa előtt. Jean-Éric Vergne a 17. rajtpozícióból a 7. helyig zárkózott fel, ebben segítségére volt a FanBoost, amelyet Sarrazinnel és Birddel együtt megkapott. Abt, Sarrazin és Frijns szerzett még pontot, Piquet és Bird mellett Bruno Senna esett ki.
| Pozíció | #  | Pilóta            | Csapat         |
| ------- | -- | ----------------- | -------------- |
| 1       | 9  | Sébastien Buemi   | e.dams Renault |
| 2       | 11 | Lucas di Grassi   | Audi Sport Abt |
| 3       | 7  | Jérôme d’Ambrosio | Dragon Racing  |

### Buenos Aires nagydíj

Puerto Madero Street Circuit

2016 január közepén Jacques Villeneuve közös megegyezéssel, azonnali hatállyal felbontotta szerződését a Venturi istállóval. Nem sokkal később bejelentették, hogy helyére a Mike Conway érkezik, aki a 2015-ös szezont a WEC-ben töltötte a Toyota csapatánál. Még ebben a hónapban Nathanaël Berthon is távozásátt is bejelentették a Team Aguri csapatától. Helyére a csapat egykori pilótája, Salvador Durán érkezett, aki a szezon elején a Trulli GP pilótája volt. Nick Heidfeld is visszatért a sérüléséből, de csapata mindenesetre Argentínába rendelte a korábban velük tesztelő Adam Carrollt, ha a német mégsem tudta volna vállalni a rajthoz állást.
Ha a betegséggel küzdő Jean-Éric Vergne nemtudta volna vállalni a versenyt akkor a WTCC címvédője, José María López ült volna a helyén autóba, aki már üléspróbán is járt a csapatnál. A szabadedzésen Simona de Silvestro a bokszból kifelé kapta el a falat az első edzésén. A kvalifikáción a bajnokságot vezető Sébastien Buemi megpördült gyors körén, így csak a 18. helyről várhatta a rajtot. Lucas di Grassi nem tudott hasznot húzni riválisa hibájából, hiszen nem jutott be a Superpole-ba, és a hetedik helyen zárt, míg Jérôme d’Ambrosio csak a tizedik lett. Bruno Senna és Salvador Durán szinte egyszerre vágta falhoz autóját a pálya különböző pontjain, míg az első két edzést betegség miatt kihagyó Jean-Éric Vergne a 15. helyre kvalifikálta autóját. Csapattársa, Sam Bird négy tizeddel múlta felül Nicolas Prostot, akinek viszont éppen csak sikerült maga mögé utasítania a tavalyi győztes António Félix da Costát, aki legjobb eredményét érte el ezzel. Sam Bird saját maga és csapata első pole pozícióját szerezte a sorozatban.
A rajtnál tisztán eljött a mezőny, a futam első vesztesének pedig Jérôme d’Ambrosio bizonyult, aki defekt miatt volt kénytelen meglátogatni csapatát a boxban. A vezető trió Bird, Prost és da Costa egészen a 8. körig tartotta magát, amikor Lucas di Grassi remek manőverrel jött fel mögéjük a negyedik helyre. A következő körök egyhangúan alakultak, beállt az élmezőny sorrendje, szinte csak Sébastien Buemi akciózott, aki gyorsabb autójával folyamatosan falta a mezőny tagjait. Amikor a 18. fordulóban Mike Conway elkezdte az autócserék sorát, a második helyre éppen csak feljövő, és a tavalyi futamon győzelmet arató António Félix da Costa autója hibája miatt kiállni kényszerült. Mivel a pályabírók nem tudták biztonságosan elvontatni a hajtű után leparkolt Aguri-autót, pályára gurult a biztonsági autó.
Időközben Nicolas Prost megpördült és hátraesett, és mire újra útnak indulhatott mezőny, már sehol sem volt. Sébastien Buemi óriási nyert a biztonsági autóval, hiszen a negyedik helyre ugrott, annak kiállása után pedig azonnal megelőzte Sarrazint, hogy megkezdje offenzíváját a győzelemért. Az utolsó 10 kört teljesen együtt kezdte meg a vezető Bird-di Grassi-Buemi hármas, de mivel a brazil nem tudott harcra kelni az éllovassal, kénytelen volt átadni Bueminek a második helyet. A svájcinak hét köre volt arra, hogy utat találjon a brit mellett, de egyik próbálkozását sem koronázta siker. Sam Bird klasszikus rajt-cél győzelmet aratott, így karrierje harmadik győzelmét szerezte a tavalyelőtti putrajayai és a tavalyi londoni diadalok óta. Buemi második helyével növelni tudta előnyét az eddigi négy versenyen mindig dobogón záró di Grassi előtt, mögéjük pedig éppen Bird zárkózott fel a harmadik helyre.
| Pozíció | #  | Pilóta          | Csapat           |
| ------- | -- | --------------- | ---------------- |
| 1       | 2  | Sam Bird        | DS Virgin Racing |
| 2       | 9  | Sébastien Buemi | e.dams Renault   |
| 3       | 11 | Lucas di Grassi | Audi Sport Abt   |

### Mexikóváros nagydíj
A mexikói hétvége első szabadedzésén Nelson Piquet blokkolta az első abroncsait fékezés közben, míg Stéphane Sarrazin meg is pördült az egyik kanyar bejáratán. Simona de Silvestro a pálya szélén volt kénytelen leparkolni autóját, amely miatt piros zászló következett. A szabadedzést Sébastien Buemi nyerte meg. A második szabadedzés sem telt el piros zászló nélkül Daniel Abt leállása okozta a megszakítást. Bruno Senna is érintőre vette a falat, ám a brazil tovább tudott haladni. Az időmérőn Bruno Senna egy megforgás és a fallal való találkozás idejekorán véget vetett a kvalifikációjának. Nem sokkal később Nelsinho Piquet mérte el csúnyán az első kanyar féktávját, amely után telibe találta a síkánba elhelyezett akadályt. Buemi belehibázzon a gyors körébe, így végül Jérôme d’Ambrosio szerezte meg a rajtelsőséget. Nicolas Prost végzett a második, Lucas di Grassi a harmadik, Daniel Abt pedig a negyedik pozícióban.
A rajtot követően Jérôme d’Ambrosio meg tartotta a vezetést, míg mögötte is maradt a Nicolas Prost, Lucas di Grassi, Daniel Abt, Sébastien Buemi sorrend. Az élmezőny vonatozását az egész nap leggyorsabbnak tűnő svájci törte meg, aki kihasználva Abt hibáját, feljött a negyedik pozícióba. Az első ötös egészen az autócserékig együtt maradt, ezt pedig ki is használta Di Grassi, aki a kiállás előtti utolsó körben szúrt be Prost mellé, s vette át a franciától a második pozíciót. Az élboly aztán egyszerre látogatott ki a bokszba, ám csak egy helyen változott közöttük a sorrend, Buemi tudta átlépni Prostot, aki tehát néhány másodpercen belül két helyezést is bukott. Di Grassi azonban rögtön ezt követően a FanBoost segítségét is kihasználva támadást indított az addig vezető d’Ambrosio ellen, s egy szépen kivitelezett agresszív manőverrel meg is előzte a belgát. A brazil pillanatok alatt el is lógott üldözőitől, Buemi pedig tudta, hogy neki is át kell hámoznia magát d’Ambrosión, különben Di Grass komolyabb előnyre tehet szert az összetettben. A svájci egy ízben meg is lökte hátulról ellenfelét.
Az utolsó tíz körben Buemi a sikánt is átvágva elment ugyan d’Ambrosio mellett, ám ezért vissza kellett engednie riválisát, amit majdnem Prost is ki tudott használni. A francia azonban hamarosan kiszállt a játékból, miután nem biztonságosan engedték ki az autócserét követően, így tíz másodperces büntetéssel sújtották. A fináléban aztán még Abt is bajba került, miután nekikoccant a falnak, a dobogós helyeken azonban már nem változott a sorrend. Di Grassi szezonbeli második győzelmét aratta, ezzel pedig az összetettben ismét az ő neve áll az élen, hat ponttal megelőzve svájci ellenfelét. D’Ambrosio és Buemi maradtak a második és harmadik helyeken, a két pilóta egymás mellett szelte át a célvonalat, míg mögöttük Loïc Duval és Prost látta meg a kockás zászlót.
A futam után di Grassit kizárták a futamból, mivel az autójával gondok akadtak. A verseny első felében használt autója 1.8 kilóval könnyebb volt a minimálisan kitűzött 880 kilónál, 886.2kilogrammal mérlegelt. Az ABT csapat nem fellebbezett a döntés ellen.
| Pozíció | # | Pilóta            | Csapat         |
| ------- | - | ----------------- | -------------- |
| 1       | 7 | Jérôme d’Ambrosio | Dragon Racing  |
| 2       | 9 | Sébastien Buemi   | e.dams Renault |
| 3       | 8 | Nicolas Prost     | e.dams Renault |

### Long Beach nagydíj

Circuito callejero de Long Beach para el EPrix

A szezon hatodik fordulóján öt különböző csapat pilótája jutott be a superpole-fináléba. Végül da Costa első pole-pozíciójának örülhetett a Formula–E-ben. Érdekesség hogy az Aguri nem fejlesztett saját motort és váltót, így még az első évadban mindenki által használt egységes technológiával versenyeznek és így szerezték meg a pole-t. Őt követte Sam Bird, di Grassi, Sarrazin és Heidfeld, míg a 6. helyről a szintén régi technikával versenyző Robin Frijns volt a sorrend. Egy órával később az időmérőt követő technikai ellenőrzésen ugyanis kiderült, hogy az autójára szerelt abroncsokban a levegő nyomása alacsonyabb volt, mint a megengedett minimális érték. Ezzel autóját szabálytalannak nyilvánították, da Costát pedig kizárták az időmérőről, így csak a rajtrács másik végéről, a 18. helyről kezdheti majd meg a versenyt. A pole-t és az ezzel járó három pontot így Sam Bird örökölte meg.
A rajtnál gond nélkül eljött a mezőny, Bird megtartotta a vezetést di Grassi és Sarrazin előtt. Az első komolyabb átrendeződés akkor következett be, amikor a mögöttük haladó Nick Heidfeld hibázott, és a ritmusából kiesve elveszített néhány pozíciót, ezzel helyét átadta Robin Frijnsnek, ő maga pedig visszaesett Sébastien Buemi mögé. A svájcinak Daniel Abtot még sikerült egy szemfüles manőverrel meg-előznie a hajtűben, pár körrel később azonban ugyanezt már nem tudta kivitelezni Frijnsszel szemben. Buemi a két autó pozícióját elmérve hátulról belerohant a holland Andrettijébe, önmaga első és riválisa hátsó szárnyát letörve ezzel, egyúttal tönkretéve mindkettőjük versenyét. A bokszba kellett hajtaniuk, és még az autócserék ideális ideje előtt átültek a másik gépbe, ezzel szinte lehetetlenné vált, hogy pontszerző helyen érjenek célba.
Eközben az élen a Birdre végig tapadó di Grassi sikeres manővert hajtott végre, így átvéve a vezetést, amit a bokszkiállások után is képes volt megtartani. Hamarosan pedig Bird hibázott, amikor a gumifalnak csúszott, de autójában nem keletkezett kár, így a 7. helyen vissza tudott állni a küzdelembe. Még a verseny alatt elmondta, amikor a későbbi biztonsági autó-periódus alatt bejelentkeztek a rádióján a kommentátorok, hogy vezetői hiba okozta kicsúszását, hiszen rosszul mérte fel a hideg gumik viselkedését. A biztonsági autó nem sokkal a hajrá előtt lépett pályára, amikor az autójával továbbra is szenvedő Nelson Piquet a kerékvetőn átugratva a falhoz csapta a China Racing autóját, amit önmaga már nem is tudott biztonságos helyre kormányozni. A mezőny még három körre kapott zöld jelzést, de ekkor már az autók összesűrűsödése ellenére sem történt nagy változás, leszámítva, hogy az időmérő megnyerése után technikai szabálytalanság miatt az utolsó helyre száműzött, majd onnan a pontszerzők közé magát felküzdő António Félix da Costa autója megállt.
Di Grassihoz nem tudott támadási közelségbe kerülni a mögötte haladó Stéphane Sarrazin, aki második helyével így is elégedett lehet, hiszen számos balszerencse után a Venturival végre megszerezte önmaga első dobogóját. A harmadik helyre Daniel Abt jött be, ezáltal az Audi Sport Abt csapat kettős pódiummal zárta a hétvégét. A második legerősebb csapatteljesítményt a Mahindra nyújtotta, hiszen Nick Heidfeld és Bruno Senna a 4. és 5. helyen jöttek be, megelőzve Birdöt és a Dragon Racing két autóját. Az utolsó két pontszerző helyet Simona de Silvestro és Mike Conway kaparintották meg, akik első alkalommal végeztek a legjobb tízben. Ezzel a 9. helyezéssel Simona de Silvestro lett az első női pontszerző a Formula–E-ben.
| Pozíció | #  | Pilóta            | Csapat         |
| ------- | -- | ----------------- | -------------- |
| 1       | 11 | Lucas di Grassi   | Audi Sport Abt |
| 2       | 4  | Stéphane Sarrazin | Venturi        |
| 3       | 66 | Daniel Abt        | Audi Sport Abt |

### Párizs nagydíj
A Team Aguri csapat színeiben debütál a sorozatban Ma Csing-hua, aki Salvador Durán helyét vette át. A szezon hetedik állomásának időmérő edzésén, rögtön az első csoport körözését egy ütközés szakította félbe. Nick Heidfeld megcsúszott, és a gumifalnak ütközött. Mikor újra gázt adott, hogy visszatérjen, az ideális íven haladó, a második edzésen leggyorsabb Mike Conway útját keresztezte, aki nagy sebességgel Heidfeldbe rongyolt. A rajtelsőségről döntő Superpole-ban Sam Bird idei harmadik pole-pozícióját gyűjtötte be. Bird és di Grassi mögül két hazai pályán versenyző francia, Vergne és Stéphane Sarrazin startolt.
Birdet a verseny rajtjánál nemcsak di Grassi, de csapattársa, Jean-Éric Vergne is megelőzte. Loïc Duval volt a verseny első kiesője, akinek autója megállt, ezért rövid teljes pályás sárga zászlót léptettek életbe. A csak 8. pozícióból rajtoló Sébastien Buemi fokozatosan lépdelt előre, a 9. körben feljött a 6. helyre, majd Stéphane Sarrazint is támadta. Buemi Vergne-nyel és Duvallal együtt megkapta a rajongók által megszavazott FanBoostot a versenyre. Bár a Virgin versenyzői rövid időre 1,5 másodpercre csökkentették di Grassi előnyét, amely korábban a 3-at is elérte, inkább egymással bonyolódtak csatába. Az autók össze is értek, de Birdnek nem sikerült megszereznie a második helyet, viszont ismét kezdtek lemaradni a braziltól.
Di Grassi, Vergne és Bird sorrendje változatlan maradt a kiállások után, Buemi pedig a negyedik pozícióba lépett fel. Miközben az Abt versenyzője 4 másodperc fölé tornázta előnyét, az összetettben második helyet elfoglaló svájci a 32. körre utolérte a két Virgint. Számos kísérlete kudarcba fulladt, még a FanBoost segítségével is, végül aztán Bird ajándékozta neki a dobogós pozíciót. A brit pilóta hibázott, a bukótérbe szaladt az 1-es kanyarban, és a 6. pozícióba esett vissza. Pillanatokkal később, a 41. körben az első versenyét teljesítő Ma Csing-hua törte össze autóját. A maradék négy kör a biztonsági autó mögött zajlott. A versenyt végig kezében tartó Lucas di Grassi ezzel 11 pontra növelte előnyét a bajnokságban. Jean-Éric Vergne második lett hazai futamán, és Sébastien Buemi állt még a dobogóra.
Bird hibájának köszönhetően nyert egy-egy pozíciót két francia pilóta, Nicolas Prost és Stéphane Sarrazin, a hatodikként beérő brit mögött Robin Frijns, da Costa, Bruno Senna és Daniel Abt végzett a pontszerző helyeken. Az időmérős ütközés miatt csak utolsó két helyről induló Nick Heidfeld és szabadedzéseken még leggyorsabb Oliver Turvey csak 12. és 13. helyen zárta a 45 körös futamot.
| Pozíció | #  | Pilóta           | Csapat         |
| ------- | -- | ---------------- | -------------- |
| 1       | 11 | Lucas di Grassi  | Audi Sport Abt |
| 2       | 25 | Jean-Éric Vergne | Virgin Racing  |
| 3       | 9  | Sébastien Buemi  | e.dams Renault |

### Berlin nagydíj
A versenyt már nem a Tempelhofon tartották, hanem a város szívében kialakított vonalvezetésen. René Rast helyettesítette António Félix da Costát a versenyen, aki a DTM-ben való elfoglaltsága miatt nem tudta vállalni a versenyt.
Az első szabadedzés Sébastien Buemi, a másodikat Nelson Piquet Jr. nyerte. A kvalifikáción a bajnoki pontversenyt 9 ponttal vezető di Grassit az első kvalifikációs csoportba sorolták, ahol második helyen végzett és kikapott Turvey-től. A második csoport négy versenyzője is jobb kört teljesített az első társaságnál, ez pedig azt jelenti, hogy di Grassi már itt elveszítette az öt résztvevőből álló Superpole-ba bekerülést, ezzel a rajtelsőségre való esélyét. Jean-Éric Vergne rendkívül erős 57.6-os kört rakott össze, mögötte Abt, Sam Bird és a majdnem falban kikötő Prost végzett. Nick Heidfeld volt a leggyorsabb a harmadik csoportban. A Superpole-ban Jean-Éric Vergne szezonjának első, pályafutása negyedik rajtelsőségét szerezte meg a sorozatban. Sennát és Heidfeldet azonban, akárcsak a 12. és 15. helyen végző d’Ambrosiót és Sarrazint, szabálytalan guminyomás miatt kizárták a kvalifikációból, ezzel a rajtrács végére száműzték őket. A bajnokságot vezető Lucas di Grassi csak 10. lett az időmérőn, ami az indulási sorrend 8. helyére változott a büntetések után.
A rajt után azonban Buemi rögtön átvette a vezetést Vergne-től, aki az utolsó kanyarban visszaszúrt, a kör végén tehát már őt jegyezték éllovasként. Nem maradt kavarodás nélkül a futam eleje, Bruno Senna első és René Rast hátsó szárnya sérült meg. Di Grassi két pozíciót is nyert az első kanyarokban. A hatodik körben ismét változott a sorrend az élen, Buemi keményen bebújt Vergne mellé egy balosban, újra az első helyen haladt a svájci versenyző. Három versenyzőt is bokszba intették sérült autója miatt, Rastot, Piquet-t és a negyedik helyen álló Sam Birdöt. Vergne korábban elveszítette egyik kerékvédő idomát, ezért ő sem kerülhette el a három másik versenyző sorsát, megkapta a bokszba hívó fekete zászlót narancssárga körrel. Mielőtt még eleget tehetett volna a felszólításnak, a síkánban első szárnya is leszakadt és végigsúrolta a falat. Mivel azonban az autócserék már esedékesek is voltak, Vergne egyszerűen átült a kiintett versenygépből ép masinájába.
A kiállásokat Buemi kezdte a 25. körben, aki ez idő tájt már 9 másodperccel vezette a versenyt Abt előtt. Mögötte di Grassi volt az, aki remek felzárkózást produkált, miután hosszú ideig üldözte a harmadik helyen álló Prostot, felugrott a dobogós pozícióba is. Di Grassinak a képernyőn megjelenő üzenet szerint vizsgálni kezdték őt a teljes pályás sárga zászló alatt való gyorshajtás miatt. A 44. körben úgy döntöttek, beküldik a biztonsági autót Duval balesete miatt, ezzel odalett Buemi előnye. A biztonsági autó két körrel a futam vége előtt kijött a pályáról, és kérték Abt-ot, engedje el csapattársát, mert az gyorsabb, de a német nem tett eleget a kérésnek, megtartott a második helyet. A svájci nyert, Abt és di Grassi követte őt. A brazil egyetlen ponttal vezeti a bajnokságot az utolsó helyszín előtt, ahol két futamot rendeznek majd július elején.

## Összefoglaló
| #  | Helyszín       | Pole-pozíció      | Leggyorsabb kör    | Győztes pilóta    | Győztes konstruktőr | Összefoglaló | Listavezető     | Előny |
| -- | -------------- | ----------------- | ------------------ | ----------------- | ------------------- | ------------ | --------------- | ----- |
| 1  | Peking         | Sébastien Buemi   | Sébastien Buemi    | Sébastien Buemi   | e.dams Renault      | Összefoglaló | Sébastien Buemi | 12    |
| 2  | Putrajaya      | Sébastien Buemi   | Sébastien Buemi    | Lucas di Grassi   | Audi Sport Abt      | Összefoglaló | Lucas di Grassi | 8     |
| 3  | Punta del Este | Jérôme d’Ambrosio | Sébastien Buemi    | Sébastien Buemi   | e.dams Renault      | Összefoglaló | Sébastien Buemi | 1     |
| 4  | Buenos Aires   | Sam Bird          | Jérôme d’Ambrosio  | Sam Bird          | DS Virgin Racing    | Összefoglaló | Sébastien Buemi | 4     |
| 5  | Mexikóváros    | Jérôme d’Ambrosio | Nicolas Prost      | Jérôme d’Ambrosio | Dragon Racing       | Összefoglaló | Sébastien Buemi | 22    |
| 6  | Long Beach     | Sam Bird          | Sébastien Buemi    | Lucas di Grassi   | Audi Sport Abt      | Összefoglaló | Lucas di Grassi | 1     |
| 7  | Párizs         | Sam Bird          | Nick Heidfeld      | Lucas di Grassi   | Audi Sport Abt      | Összefoglaló | Lucas di Grassi | 11    |
| 8  | Berlin         | Jean-Éric Vergne  | Bruno Senna        | Sébastien Buemi   | e.dams Renault      | Összefoglaló | Lucas di Grassi | 1     |
| 9  | London         | Nicolas Prost     | Nelson Piquet, Jr. | Nicolas Prost     | e.dams Renault      | Összefoglaló | Lucas di Grassi | 3     |
| 10 | London         | Sébastien Buemi   | Sébastien Buemi    | Nicolas Prost     | e.dams Renault      | Összefoglaló | Sébastien Buemi | 2     |

## Eredmények

### Pontozás
| Helyezés | 1. | 2. | 3. | 4. | 5. | 6. | 7. | 8. | 9. | 10. | Pole | FL |
| Pont     | 25 | 18 | 15 | 12 | 10 | 8  | 6  | 4  | 2  | 1   | 3    | 2  |

### Versenyzők
| Helyezés | Versenyző              | BEI  | PUT | PDE | BUE | MEX  | LBH | PAR | BER | LON | LON | Pont |
| -------- | ---------------------- | ---- | --- | --- | --- | ---- | --- | --- | --- | --- | --- | ---- |
| 1        | Sébastien Buemi        | 1    | 12  | 1   | 2   | 2    | 16  | 3*  | 1*  | 5*  | Ki* | 155  |
| 2        | Lucas di Grassi        | 2    | 1   | 2   | 3*  | DSQ* | 1*  | 1   | 3   | 4*  | Ki* | 153  |
| 3        | Nicolas Prost          | Ki   | 10  | 5   | 5   | 3    | 11  | 4   | 4   | 1   | 1   | 115  |
| 4        | Sam Bird               | 7*   | 2   | Ki* | 1*  | 6    | 6   | 6   | 11  | 7   | Ki  | 88   |
| 5        | Jérôme d’Ambrosio      | 5    | 14† | 3   | 16  | 1    | 7*  | 11  | 16  | 9   | 3   | 83   |
| 6        | Stéphane Sarrazin      | 9    | 4   | 9*  | 4   | 9    | 2   | 5   | 10* | 12  | 5*  | 70   |
| 7        | Daniel Abt             | 11   | 7   | 8   | 13  | 7    | 3   | 10  | 2   | Ki  | 2   | 68   |
| 8        | Loïc Duval             | 4    | 16† | 4   | 6   | 4    | 8   | Ki* | Ki  | Ki  | 4   | 60   |
| 9        | Jean-Éric Vergne       | 12   | Ki  | 7*  | 11* | 16*† | 13  | 2*  | 5   | 3   | 7   | 55   |
| 10       | Nick Heidfeld          | 3    | 9*  | DNP | 7   | 8    | 4*  | 12  | 7*  | 8*  | 8   | 51   |
| 11       | Bruno Senna            | 13   | 5   | Ki  | 10  | 10   | 5   | 9   | 15  | 2   | 6   | 50   |
| 12       | Robin Frijns           | 10   | 3   | 10  | 8   | 5    | 15  | 7   | 6   | Ki  | Ki  | 45   |
| 13       | António Félix da Costa | Ki   | 6   | 6   | Ki  | Ki   | Ki  | 8   |     | 6   | 9   | 30   |
| 14       | Oliver Turvey          | 6*   | Ki* | 12  | 9   | 11   | 12  | 13  | 12  | 15† | 11  | 10   |
| 15       | Mike Conway            |      |     |     | 15  | 12   | 10  | 14  | 8   | 10  | 13  | 7    |
| 16       | Nelson Piquet, Jr.     | 15†* | 8*  | 15† | 12  | 13   | Ki  | Ki  | 13  | 14  | 10  | 7    |
| 17       | Nathanaël Berthon      | 8    | 15  | 14  |     |      |     |     |     |     |     | 4    |
| 18       | Simona de Silvestro    | Ki   | 13  | 11  | 14  | 14   | 9   | 15  | 9   | 11  | Ki  | 4    |
| 19       | Jacques Villeneuve     | 14   | 11  | DNS |     |      |     |     |     |     |     | 0    |
| 20       | Ma Csing-hua           |      |     |     |     |      |     | Ki  | 14  | 13  | 12  | 0    |
| 21       | Oliver Rowland         |      |     | 13  |     |      |     |     |     |     |     | 0    |
| 22       | Salvador Durán         | DNP  |     |     | Ki  | 15*  | 14  |     |     |     |     | 0    |
| 23       | René Rast              |      |     |     |     |      |     |     | Hn  |     |     | 0    |
| –        | Vitantonio Liuzzi      | DNP  | DNP |     |     |      |     |     |     |     |     | 0    |
| –        | Jarno Trulli           |      | DNP |     |     |      |     |     |     |     |     | 0    |
| Helyezés | Versenyző              | BEI  | PUT | PDE | BUE | MEX  | LBH | PAR | BER | LON | LON | Pont |

| Szín   | Eredmény                                      |
| ------ | --------------------------------------------- |
| Arany  | Győztes                                       |
| Ezüst  | 2. helyezett                                  |
| Bronz  | 3. helyezett                                  |
| Zöld   | Pontot szerzett                               |
| Kék    | Pont nélkül vagy helyezetlenül ért célba (NC) |
| Lila   | Nem ért célba (DNF)                           |
| Piros  | Nem kvalifikálta magát (DNQ)                  |
| Fekete | Diszkvalifikálták (DSQ)                       |
| Fehér  | Nem indult (DNS)                              |
| Fehér  | Visszavonult (WD)                             |
| Fehér  | Verseny törölve (C)                           |
| Üres   | Nem vett részt                                |
| Üres   | Kizárt (EX)                                   |

Megjegyzés:
- † — Nem fejezte be a futamot, de rangsorolva lett, mert teljesítette a versenytáv 75%-át.
- ‑ Újonc pilóta
- ‑ Visszatérő pilóta